# Chloridolum splendidulum
Chloridolum splendidulum là một loài bọ cánh cứng trong họ Cerambycidae.